# Al-Manar Centre
Al-Manar Islamic & Cultural Centre eller blot Al-Manar Centre også kaldet 2 Glynrhondda Street efter stedets adresse i Cathays-distriktet i Cardiff i Wales er en salafistisk moske. Moskeen er grundlagt i 1992 og beskriver sig som "en af Ahlus-Sunnah organisationerne".
En ofte fremført myte er, at moskeen blev registreret på adressen i 1860, hvilket ville gøre moskeen til den ældste moske i Storbritannien Det har imidlertid vist sig, at myten er opstået som følge af en oversættelsesfejl i det britiske "Register of Religious Sites", og at det er Liverpool Muslim Institute (etableret i 1891), der er Storbritanniens ældste moske.
Moskeen opnåede bevågenhed i medierne i 2014 efter at det kom frem, at der blandt moskeens menighed var to mænd, der optrådte i en propagandavideo for Islamisk Stat, ligesom broderen til den ene af propagandisterne befandt sig i Syrien for at kæmpe for Islamisk Stat. Al-Manar Centre afviste, at centeret havde nogen indblanding i radikaliseringen.